# Мендыбаев, Тусыпбек
Тусыпбек Мендыбаев (каз. Түсіпбек Меңдібаев; 1880 год — дата и место смерти не известны) — старший чабан колхоза имени Калинина Улутауского района Карагандинской области, Казахская ССР. Герой Социалистического Труда (1948).

## Биография
В 1947 году вырастил 415 ягнят от 502 овцематок. Средний вес одной овцы составил 41 килограмм килограмма, что превысило средний показатель по колхозу. В 1948 году удостоен звания Героя Социалистического труда «за получение высокой продуктивности животноводства в 1947 году при выполнении колхозом обязательных поставок сельскохозяйственных продуктов и плана развития животноводства».
Участвовал во Всесоюзной выставке ВДНХ.
Награды
- Герой Социалистического Труда — указом Президиума Верховного Совета СССР 23 июля 1948 года
- Орден Ленина